# Watertoren (Lier Eeuwfeestlaan)
De watertoren aan de Eeuwfeestlaan te Lier werd gebouwd in 1940. De toren draagt het huisnummer 224, maar ligt enigszins achterin. De toren is sedert 29 maart 2019 aangeduid als vastgesteld bouwkundig erfgoed.

## Beschrijving
Het is een zuilvormige watertoren met veelhoekig grondvlak. De structuur bestaat uit een betonnen balkenconstructie. Enkele steunberen lopen over de ganse hoogte van de toren.
Volgens de gevelplaat is de toren eigendom van de Provinciale Intercommunale Drinkwatermaatschappij der Provincie Antwerpen (PIDPA). De capaciteit van de toren bedraagt 1000 kubieke meter. Op het dak zijn een aantal gsm-masten opgesteld. 

## Trivia
De toren vormde tijdens een artistiek evenement in 2008 het decor van een lichtshow.
Abdij van Tongerlo ·
Abdij van Westmalle ·
Antwerpen (Cuperusstraat) ·
Antwerpen (Draakplaats) ·
Antwerpen (Halenstraat) ·
Antwerpen (Noordelaan) ·
Antwerpen (Simonstraat) ·
Antwerpen (Steenovenstraat) ·
Antwerpen (Vosseschijnstraat) ·
Antwerpen (Wilmarsdonksteenweg) ·
Balen (Gerheide) ·
Balen (Zinkstraat) ·
Beerse (Boudewijnstraat) ·
Beerse ·
Berendrecht ·
Bonheiden ·
Boom (Jan Frans Willemstraat) ·
Boom (Nachtegaalstraat) ·
Bornem ·
Borsbeek ·
Brasschaat (Aerdelei) ·
Brasschaat (Alfredlei) ·
Brasschaat (Brechtse Baan) ·
Brasschaat (Kapellei) ·
Brasschaat (Laarsebeekdreef) ·
Brasschaat (Parklei) ·
Broechem ·
Dessel (Europalaan) ·
Dessel (Turnhoutsebaan) ·
Duffel (Leopoldstraat) ·
Duffel (Rechtstraat) ·
Duffel (Stockletlaan) ·
Essen ·
Geel ·
Gooreind ·
Grobbendonk (Hofeinde) ·
Grobbendonk (militair domein) ·
Heist-op-den-Berg (Kerkhofstraat) ·
Heist-op-den-Berg (Bredestraat) ·
Hemiksem (Brouwerijstraat) ·
Hemiksem (Scheldeboord) ·
Herentals ·
Herselt ·
Kalmthout ·
Kalmthout ·
Kasterlee ·
Leest ·
Lichtaart ·
Lier (Bollaarstraat) ·
Lier (Eeuwfeestlaan) ·
Lint ·
Mechelen (Generaal De Wittelaan) ·
Mechelen (Halsveststraat) ·
Mechelen (Hombeeksesteenweg) ·
Mechelen (Juniorslaan) ·
Mechelen (Molstraat) ·
Meer ·
Meerhout ·
Merksem ·
Merksplas ·
Mol (Boeretang) ·
Mol (Bossestraat) ·
Mol (Colburnlei) ·
Mol (E. Beckaertlaan) ·
Mol (Lichtstraat) ·
Mol (Pompstraat) ·
Mortsel ·
Muizen (Karolingenstraat) ·
Muizen (Leuvensesteenweg) ·
Niel ·
Nijlen ·
Noorderwijk ·
Oevel ·
Olen (Kasteelstraat) ·
Olen (Oevelseweg) ·
Olen (Voortkapelseweg) ·
Oostmalle (SNCV-depot) ·
Oostmalle (Turnhoutsebaan) ·
Oud-Turnhout ·
Putte ·
Puurs ·
Ranst ·
Ravels (Kanaaldijk) ·
Ravels (Moleneinde) ·
Reet (Pierstraat) ·
Reet (Rumstsestraat) ·
Rijkevorsel ·
Rijmenam ·
Rumst ·
Schelle (Amperestraat) ·
Schelle (Tolhuistraat) ·
Schelle (Wuststraat) ·
Schilde ·
Schoten ·
Schriek ·
Sint-Amands ·
Sint-Job-in-'t-Goor (Kleinvraagstraat) ·
Sint-Job-in-'t-Goor (Watertorenstraat) ·
Sint-Katelijne-Waver ·
Tielen ·
Turnhout (Hofstraat) ·
Turnhout (Warandestraat) ·
Veerle ·
Weelde ·
Westerlo ·
Westmalle ·
Wijnegem ·
Willebroek (Appeldonkstraat) ·
Willebroek (Kapitein Trippestraat) ·
Willebroek (Vaartdijk) ·
Wommelgem ·
Wuustwezel ·
Mechelen (Kruisbaan)